# سكك حديد كيب القاهرة
يعد مشروع خط سككك حديد كيب تاون-القاهرة مشروعاً لم يكتمل ويهدف إلى عبور القارة الأفريقية من الجنوب إلى الشمال بالسكك الحديدية. ولقد بدأت هذه الخطة في نهاية القرن الـ19 خلال الحكم الاستعماري وكان سيسل رودس هو صاحب هذه الرؤية وذلك في محاولة لربط أملاك الامبراطورية البريطانية في الدول الأفريقية المتاخمة بخط متواصل من كيب تاون بجنوب أفريقيا إلى القاهرة بمصر. وبينما تعمل جميع أقسام سكك حديد كيب تاون إلى القاهرة ينقص جزءً رئيسياً يقع بين شمال السودان وأوغندا.

## أسباب بناءه

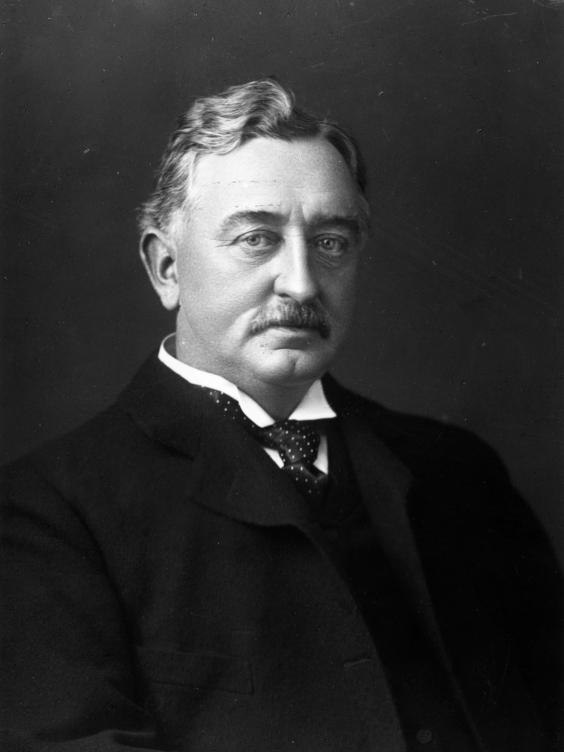
صورة للصناعي والسياسي سيسيل رودس (1853-1902).

يرتبط الاستعمار البريطاني في أفريقيا ارتباطاً وثيقاً بفكرة خط سكك حديد كيب تاون-القاهرة. وكان سيسل رودس يلعب دوراً فعالاً في تأمين الولايات الجنوبية بالقارة الأفريقية لحساب الامبراطورية البريطانية ولقد تخيل «خطاً أحمر» متواصلاً من من البلدان الخاضعة للتاج البريطاني من الشمال إلى الجنوب. وكان من شأن السكك الحديدية أن تكون عنصراً حاسماً في هذا المخطط لتوحيد الممتلكات البريطانية وتسهيل الحكم وتمكين الجيش من التحرك بسرعة نحو بؤر التوتر أو الحرب ودعم المستوطنات وتعزيز التجارة. ولقد شكل بناء هذا المشروع تحدياً تقنياً كبيراً.
وكان لفرنسا إستراتيجية منافسة في أواخر أعوام 1890 تهدف إلى ربط مستعمراتها من الغرب إلى الشرق عبر القارة الأفريقية، من السنغال إلى جيبوتي. إلا أن جنوب السودان وأثيوبيا كانتا تقفان في الطريق، لكن فرنسا أرسلت بعثات خلال عام 1897 لإقامة محمية في جنوب السودان ولإيجاد طريق عبر إثيوبيا. إلا أن الخطة تعثرت عندما واجه أسطول بريطاني بنهر النيل البعثة الفرنسية عند نقطة تقاطع بين الطرق الفرنسية والبريطانية مما أدى إلى حادث فاشودة وهزيمة دبلوماسية لفرنسا في نهاية المطاف.
وكان البرتغاليون يفكرون في خطط مشابهة حيث رسموا «الخريطة الوردية» والتي تظهر إدعائهم امتلاك أراض في أفريقيا.

## أسباب فشل استكمال المشروع
كان على المصالح البريطانية ليس فقط التغلب على العقبات الهائلة التي تطرحها الجغرافيا والمناخ بل أيضاً على طموحات وتدخلات القوى الأخرى مثل حادث فاشودة والطموح البرتغالي الساعي إلى ربط أنغولا وموزمبيق المعروف باسم الخريطة الوردية. وهدأت معارضة الحكم البريطاني في جنوب أفريقيا بعد حروب البوير الأولى والثانية. وحصلت ألمانيا على حصة مهمة من الأراضي الواقعة بشرق أفريقيا والتي حالت دون إتمام ربط الشمال بالجنوب. لكن مع هزيمة ألمانيا عام 1918 وقعت معظم هذه الأراضي في أيدي البريطانيين وأُغلق الربط من الناحية السياسية. بعد عام 1918 استعادت الامبراطورية البريطانية سيطرتها السياسية لاستكمال خط سكك حديد كيب تاون - القاهرة، لكن الأوضاع الاقتصادية حالت دون استكماله بين الحربين العالميتين.
بعد الحرب العالمية الثانية قضت كل من الصراعات القومية للشعوب الأفريقية ونهاية الاستعمار أسس استكمال المشروع.

## الجزء الشمالي
تمتلك مصر نظاماً للسكك الحديدية يعود إلى عام 1854 وهو يربط الإسكندرية بالقاهرة وحالياً يصل إلى جنوب مصر حتى مدينة أسوان. يقدر خط السكك الحديدية في مصر بـ1.435 مليمتر (4 قدم 8 1/2 بوصة) حسب معيار ستيفنسن سكة حديد قياسية المحدد لمقاييس السكك الحديدية. بعد ربط عبارات نقل عربات السكك الحديدية على النيل تستمر السكك الحديدية بالسودان من وادي حلفا إلى الخرطوم بمقياس ضيق يقدر بـ1067 مليمتر (3 قدم و6 بوصة)، راجع تطوير خطوط السكك الحديدية لشمال أفريقيا. هذا الجزء بدأه اللورد كيتشنر Lord Kitchener عام 1897 عندما أخضع الثورة المهدية. كما توجهت مزيد من وصلات السكك الحديدية نحو الجنوب إلى أقصى نقطة جنوبية عند مدينة الواو. وفي الوقت الحالي أصبح جزء كبير من السكك الحديدية السودانية في حالة سيئة بسبب الاضطرابات السياسية.

## سكك حديد أوغندا
تملك شرق أفريقيا شبكة من السكك الحديدية ذات مقياس ضيق يقدر بـ1.000 مليمتر (3 قدم و3 3/8 بوصة) والتي تطورت تاريخياً من الموانئ على المحيط الهندي واتجهت غرباً ولقد تم بناءها خلال الحكم الاستعماري البريطاني والألماني. وكانت أبعد نقطة شمالاً هي سكك حديد أوغندا. وفي النهاية تم ربط هذه الشبكات واليوم هناك اتصال مستمر للسكك الحديدية بين كامبالا بأوغندا على بحيرو فيكتوريا إلى المدن الساحلية لمومباسا في كينيا ودار السلام في تنزانيا. وذلك حتى حل جماعة شرق أفريقيا عام 1977 ولقد عملت هذه الشركات على أنها سكك حديد شرق أفريقيا لكنها تعمل حالياً كشركات وطنية مختلفة: شركة سكك حديد أوغندا وشركة سكك حديد كينيا وشركة سكك حديد تنزانيا.

## خط سكك حديد تنزانيا-زمبيا
بعد ست سنوات عام 1976 قام عاملو جمهورية الصين الشعبية باستكمال خط منفصل بطول 1.860 كيلومتر من مدينة دار السلام إلى مدينة كابيري مبوشي في زامبيا. تم إنشاء سكك حديد تنزانيا-زمبيا (TAZARA) لربط زامبيا المحاطة بالأرض وثرواتها المعدنية بالميناء المقامة على المحيط الهندي ومستقلة عن الشبكات التي تمر من خلال جنوب أفريقيا أو الأراضي التي كان يسيطر عليها البرتغاليون في ذلك الوقت. ومع ذلك فبينما لا يُقصد بسكك حديد تنزانيا-زمبيا Tazara إجمالاً الدخول في إطار خط سكك حديد الكاب-القاهرة إلا أنها تعد رابطاً غاية في الأهمية. وهذه السكك الحديدية بنفس المقياس الذي يقدر بـ1067 مليمتر (3 قدم و6 بوصة) بنظام شبكة الجزء الجنوبي بأفريقيا.

## شبكةKidatu
في عام 1998 تم إنشاء مركزاً لإعادة الشحن في Kidatu بجنوب تنزانيا لربط الخط المركزي (تنزانيا) مع خط الكاب (TAZARA) مما أدي إلى تقصير المسافة.

## الجزء الجنوبي
عبور شلالات فيكتوريا
أُستكمل الجزء الجنوبي أثناء الحكم البريطاني قبل الحرب العالمية الأولى، ويحوي هذا الجزء نظام ربط السكك الحديدية الوطنية باستخدام مقياس الكاب الذي يقدر بـ1.067 مليمتر (3 قدم و6 بوصة). بدأ الإنساء من كيب تاون وسار بالتوازي مع طريق الشمال العظيم Great North Road وحتى كيمبرلي ومن خلال جزء من بتسوانا إلى بولاوايو. من هذا التقاطع يستمر الربط أكثر نحو الشمال، واليوم يتم تشغيله عن طريق السكك الحديد الوطنية في زيمبابوي وحتى معبر زامبيزي. تم استكمال جسر شلالات فيكتوريا عام 1905. وقامت سكك حديد زامبيا بحفر الوصلة وتستمر حتى كابيري مبوشي والتي تعد نقطة الانتقال لربط TAZARA بتنزانيا.

## المستقبل
لم تمت فكرة سكك حديد كيب تاون-القاهرة. وبينما تعد الاضطرابات الحالية في السودان عائقاً أمام استكماله إلا أن هناك أفكار ملموسة قُدمت بهدف استكمال الرابط بين السودان وشرق أفريقيا لأسباب اقتصادية. وهذا من شأنه استكمال خطاً غير اعتيادياً من كيب تاون إلى القاهرة بثلاثة مقاييس (1067 مليمتر مرتين) وثلاث Breaks of Gauge.